# Gnathothlibus fijiensis
Gnathothlibus fijiensis là một loài bướm đêm thuộc họ Sphingidae. Loài này có ở Fiji.
Chiều dài cánh trước khoảng 38–41 mm đối với con đực và 40-44 đối với con cái. Nó gần giống loài Gnathothlibus eras, Gnathothlibus saccoi và Gnathothlibus vanuatuensis but distinguishable by the distinctive olive green ground colour of the forewing upperside and the mauve outer edge to the tegula in the males.

## Etymology
The specific name fijiensis is derived từ Thái Bình Dương island nation of Fiji, the only known locality for the species.